# International Life Saving Federation
International Life Saving Federation (ILS, pol. Międzynarodowa Federacja Ratownictwa Wodnego) – organizacja założona w 1910 w Paryżu jako Międzynarodowa Federacja Ratownictwa. Zrzesza 55 narodowych organizacji ratownictwa wodnego. Posiada cztery regionalne oddziały: Afryki, obu Ameryk, Azji z Pacyfikiem oraz Europy.
Do europejskich stowarzyszeń dołączyły w 1914 r. północnoamerykańskie stowarzyszenie ratownictwa wodnego
działające w ramach Amerykańskiego Czerwonego Krzyża i samodzielne Stowarzyszenie Ratowania Życia (SLSAA)
Ostatecznie w 1994 roku na kolejnym kongresie zorganizowanym w Cardiff w Wielkiej Brytanii przyjęto nazwę
Federacja Ratownictwa Wodnego. Obecnie federacja zrzesza 55 krajów, w tym 39 członków rzeczywistych (w tym od 1970 r. Polskę), 5 członków korespondentów. Współpracuje ponadto z 38 krajami niezrzeszonymi.